# Корейцы в Микронезии
Корейцы до Второй мировой войны составляли в Микронезии значительную часть населения — пока большая часть региона находилась под мандатом Южных морей Японской империи; например, в 1943 году они составляли 7,3 % населения Палау. Однако после того, как эта территория перешла под контроль Соединённых Штатов в качестве подопечной территории Тихоокеанские острова, большинство корейцев вернулись на родину. На 2013 год около семи тысяч южнокорейских экспатриантов и иммигрантов, а также корейских американцев проживают на контролируемых США Марианских островах (Гуам и Содружество Северных Марианских островов), в то время как в независимых странах Микронезии проживают всего около двухсот южнокорейских экспатриантов.

## Японская колониальная эпоха (1914—1945)
С началом Первой мировой войны спрос на рабочих резко возрос, и японские власти обратились к Корейскому полуострову как к источнику дешёвой рабочей силы. Первые корейские рабочие, группа из 500 человек, прибыли в январе 1939 года; их нанял на переработку маниоки Хонан Сангё К. К. (豊南産業株式会社). С тех пор и до февраля 1940 года в Палау прибыло ещё 13 партий, в общей сложности 1266 корейских рабочих.
Перепись 1943 года показала, что общая численность корейского населения Палау составляла 2458 человек, или 7,3 % от населения того времени; они составляли всего одну десятую численности японского населения. 864 человека жили на Бабелтуале, ещё 721 были размещены на военно-морской базе на острове Малакал, 539 жили в Ангауре, а остальные 334 были разбросаны по другим местам.
Во время битвы за Тиниан в июле 1944 года, в результате которой остров перешел под контроль США, на нём проживало около 2400 корейцев. Они с энтузиазмом приветствовали освобождение от японского колониализма и пожертвовали на поддержку военных действий 666,35 долларов США, сэкономленных из их дневной зарплаты в 35 центов.
После капитуляции Японии, положившей конец Второй мировой войне, все корейцы были репатриированы вместе с японцами. Процесс репатриации начался в сентябре 1945 года и продолжался до мая 1946 года. Общее число репатриантов из Палау в Корею составило более 3000 человек. В общей сложности, по всем островам, согласно записям США, зарегистрировано 10 966 корейских репатриантов (6 880 гражданских лиц, 3 751 военнослужащий и 190 солдат), тогда как в японских записях указано всего 7 727.

## С 1945 года по настоящее время

### Территории США
Согласно статистике Министерства иностранных дел Южной Кореи, на Гуаме проживает 5016 корейцев (1933 американских корейца, 1426 со статусом иммигранта, 133 иностранных студента и 1524 южнокорейских экспатрианта с другими типами виз), и 2281 на Северных Марианских островах (159 американских корейцев, 102 со статусом иммигранта, 214 иностранных студентов и 1806 с другими типами виз).
Современная иммиграция южнокорейцев на Гуам началась в 1971 году.
В 1978 году в Марпи на Сайпане на Северных Марианских островах был построен мемориал корейским солдатам Императорской японской армии, погибшим во время битвы за Сайпан. С тех пор местная корейская община ежегодно проводит там поминальные службы. Акихито, император Японии, в июне 2005 года посетил памятник, чтобы выразить своё почтение.

### Другие места
На Палау проживает всего около 120—130 южнокорейских экспатриантов, в том числе около 80 человек, работающих на строительном проекте в Бабелдаобе. Южная Корея заняла второе после Китайской Республики на Тайване место по количеству туристов, приезжающих на Палау; в июне 2006 года на Палау прибыло 5507 южнокорейских туристов, что на 2 % больше, чем в июне 2005 года.